# James Gang Rides Again
James Gang Rides Again è il secondo album in studio del gruppo musicale statunitense James Gang, pubblicato nel 1970.

## Tracce
Testi e musiche di Joe Walsh, eccetto dove indicato.
1. Funk #49 (Fox, Peters, Walsh) – 3:54
2. Asshtonpark (Fox, Peters, Walsh) – 2:01
3. Woman (Fox, Peters, Walsh) – 4:37
4. The Bomber: Closet Queen / Boléro / Cast Your Fate to the Wind (Fox, Peters, Walsh, Maurice Ravel, Vince Guaraldi) – 7:04
5. Tend My Garden – 5:45
6. Garden Gate – 1:36
7. There I Go Again – 2:51
8. Thanks – 2:21
9. Ashes the Rain and I (Peters, Walsh) – 5:00

## Formazione
- Joe Walsh - chitarra, voce, tastiera, piano, percussioni
- Dale Peters - basso, voce, chitarra, tastiera, percussioni
- Jim Fox - batteria, voce, percussioni, tastiera, organo, piano